# ZIL-133
ZIL-133（露: ЗИЛ-133）は、ロシアの自動車メーカー、ZIL（リハチョフ記念工場）により1975年から2000年にかけて製造・販売された大型トラックである。2軸4×2駆動であるZIL-130をベースに荷台長を延長して3軸6×4駆動に仕立てた車両であり、1970年、最初のプロトタイプがソビエト連邦にて開発・製作された。

## 歴史
1960年代前期、2軸4×2駆動であるZIL-130をベースに荷台長を延長して3軸6×4駆動に仕立てた車両の開発が開始される。車名はZIL-133に決定する。最初期のプロトタイプは1966年に開発・製作されたが、度重なる延期により大量製造は実現していなかった。ZIL-130からの主な相違点は、最高出力225馬力、最大トルク45kg･m/3800rpm - 3900rpm、圧縮比7.5、排気量7000ccの新型ガソリンエンジン『ZIL-133』である。なお、ZIL-130のパワーユニットをベースとする。しかし、競合他社であるKamAZが同トンクラスでかつより近代的な構造であるキャブオーバー型のディーゼル車の製造を予定しており、ZIL-133の必要性に関して疑問視された。それに、その車両のプロトタイプはZIL自身により開発・製作された（ZIL-170）。
1975年、にもかかわらず、3軸車初となるZIL-133G1の製造開始が決定される。当時のソビエト連邦としては最大の民間用ガソリン車であった。1979年、一部改良が施され、ZIL-133G2となり、最大積載量が8,000kgから10,000kgへ増量される。また、1977年以前に製造されたZIL-130と1978年以降に製造されたZIL-133G1/G2はキャビン及びボンネットのデザインが異なる、という誤解は、工場では大騒ぎとなり、ZIL-133を含むZIL全車種に影響を及ぼした。
1970年代中期、KamAZ-740型ディーゼルエンジンを搭載する3軸車が開発される。車名はZIL-133GYAに決定し、1979年、製造開始される。ZIL-133からの相違点は、大型な長方形型の偽グリルを採用する長いボンネットである。KamAZ-740型が元々搭載されるエンジンより大型な為、ボンネットを延長する必要があったのである。
1983年、ガソリン車であるZIL-133G2は、ディーゼル車であるZIL-133GYAの方がより効率的であると判断され、製造終了となる。燃費はガソリン車の場合が時速60km/hでは100km/48.3L、ディーゼル車の場合が100km/26.6Lとなる。同時にZIL-133GYAは事実上、KAMAZ車のボンネット型の代替品であり、主に建機の架装ベース、稀に平ボデー車として大量製造される。
1993年4月14日、ZIL-133GYAも製造終了される。後に再び改良が施され、ZIL-4331と共通のキャビンが採用される133G40へと進化するも、2000年に製造終了される。さらにZIL-630900へと進化を遂げ、YAMZ-236A-1型エンジン、YAMZ-238L型またはSAAZ-54232A-1700010-20/30型トランスミッションを搭載するも、2002年に製造終了される。ZIL-6309H0はYaMZ-236NE2型を搭載し、ユーロ2排出ガス規制に適合する。2005年に製造終了される。

## 派生型
ZIL-133
ガソリンエンジンを搭載した標準的なトラック。
ZIL-133B
ダンプトラック型。量産はされていない。
ZIL-133V
キャブトラクター型。少数のみしか生産されていない。
ZIL-133D
ダンプトラック型。
ZIL-133D1
ZILL-133Dの簡易生産型。
ZIL-144N
農業用。